# Nokia 5233
Il Nokia 5233 è uno smartphone prodotto dall'azienda finlandese Nokia e messo in commercio nel 2009. Utilizza la tecnologia touch screen ed è un modello molto simile al predecessore.

## Caratteristiche
- Dimensioni: 111 × 51,7 × 15,5 mm
- Massa: 115 g
- Risoluzione display: 360 x 640 pixel a 16 milioni di colori
- Memoria: 70 MB espandibile con MicroSD fino a 16 GB
- RAM: 128 MB
- Fotocamera: 2.0 megapixel
- Sistema operativo: Symbian OS 9.4 Series60 v5.0 (Symbian^1)
- Processore: ARM 434 MHz
- Gprs, EDGE, Gsm Quadband, Radio Fm, Bluetooth A2DP e USB
- Tastiera QWERTY on-screen
- Audio jack da 3,5 mm